# MyFootballClub
MyFootballClub – angielski projekt, który ma na celu zgromadzenie co najmniej 50 tysięcy entuzjastów piłki nożnej z całego świata i zakupu angielskiego klubu piłkarskiego. MyFootballClub ma udostępniać każdemu współwłaścicielowi klubu, sprawowanie nad nim kontroli, poprzez demokratyczne głosowanie za pośrednictwem internetu. Każdy członek zgromadzenia, ma prawo do wyrażania swoich opinii i wpływanie na decyzje podejmowane przez klub, np. zatrudnianie trenerów czy transferowanie zawodników.
23 stycznia 2008 r. 95,89% członków MyFC wyraziło zgodę na zakup 75% udziałów Ebbsfleet United FC, a tym samym na większościowe przejęcie tego klubu.
14 maja 2008 MyFC osiągnął 30 tysięcy członków, stale opłacających składki. 11 września 2008 dołączył 31-tysięczny członek.

## Odpowiedniki
Projekt MyFC doczekał się podobnych projektów w innych krajach, np. Włoszech, Niemczech w tym Polski. KupimyKlub, polski odpowiednik tego projektu, został otwarty w lipcu 2008.